# Tobor - Il re dei robot
Tobor - Il re dei robot (Tobor the Great) è un film di fantascienza del 1954 per la regia di Lee Sholem. È un film di serie B fantaspionistico statunitense dei primi anni cinquanta rivolto a un pubblico giovanile, che segue il filone della Guerra fredda, della corsa al primato spaziale e dell'intelligenza artificiale. Il titolo richiama il nome altisonante dell'automa, il termine robot letto al contrario.

## Trama
Le maggiori potenze mondiali sono in gara per il primato della conquista dello spazio. Sebbene vengano realizzati nuovi missili sempre più potenti, persistono difficoltà nell'imbarcare esseri umani, sottoposti ai rischi e le incognite del volo verso l'ignoto. Il dottor Harrison, ritiratosi dalla ricerca nazionale aerospaziale e ritenendo più opportuno l'invio di equipaggio non umano, realizza in uno scantinato un robot chiamato Tobor, d'aspetto imponente quanto mostruoso ma in grado di ragionamenti e risposte umane in qualunque situazione. In una conferenza stampa tenutasi nella residenza, vi sono tra i giornalisti delle spie straniere interessate a carpirne i segreti. Harrison, sequestrato con il giovanissimo nipote "Grillo", è costretto a collaborare, pur sperando nella liberazione di Tobor, non distante la loro abitazione, e contando sulle sue facoltà empatiche.

## Produzione
Il personaggio di Tobor precorre il celeberrimo robot Robbie del film culto Il pianeta proibito. L'introduzione storica ma romanzata è costituita da filmati d'epoca sugli esperimenti dei missili Aerobee, ossia i razzi tedeschi V2 requisiti e trasportati in suolo statunitense alla fine della seconda guerra mondiale.

## Distribuzione
La pellicola, dal cast sconosciuto ma nota ai cultori del genere fantascientifico, fu proposta dalle televisioni private italiane alla fine degli anni settanta.